# Szczelina za Okrętem II
Szczelina za Okrętem II – jaskinia w Dolinie Kościeliskiej w Tatrach Zachodnich. Wejście do niej położone jest w Organach, w żlebie opadającym z Okrętu, w pobliżu Szczeliny za Okrętem I, na wysokości 1118 m n.p.m. Jaskinia jest pozioma, a jej długość wynosi 11 metrów.

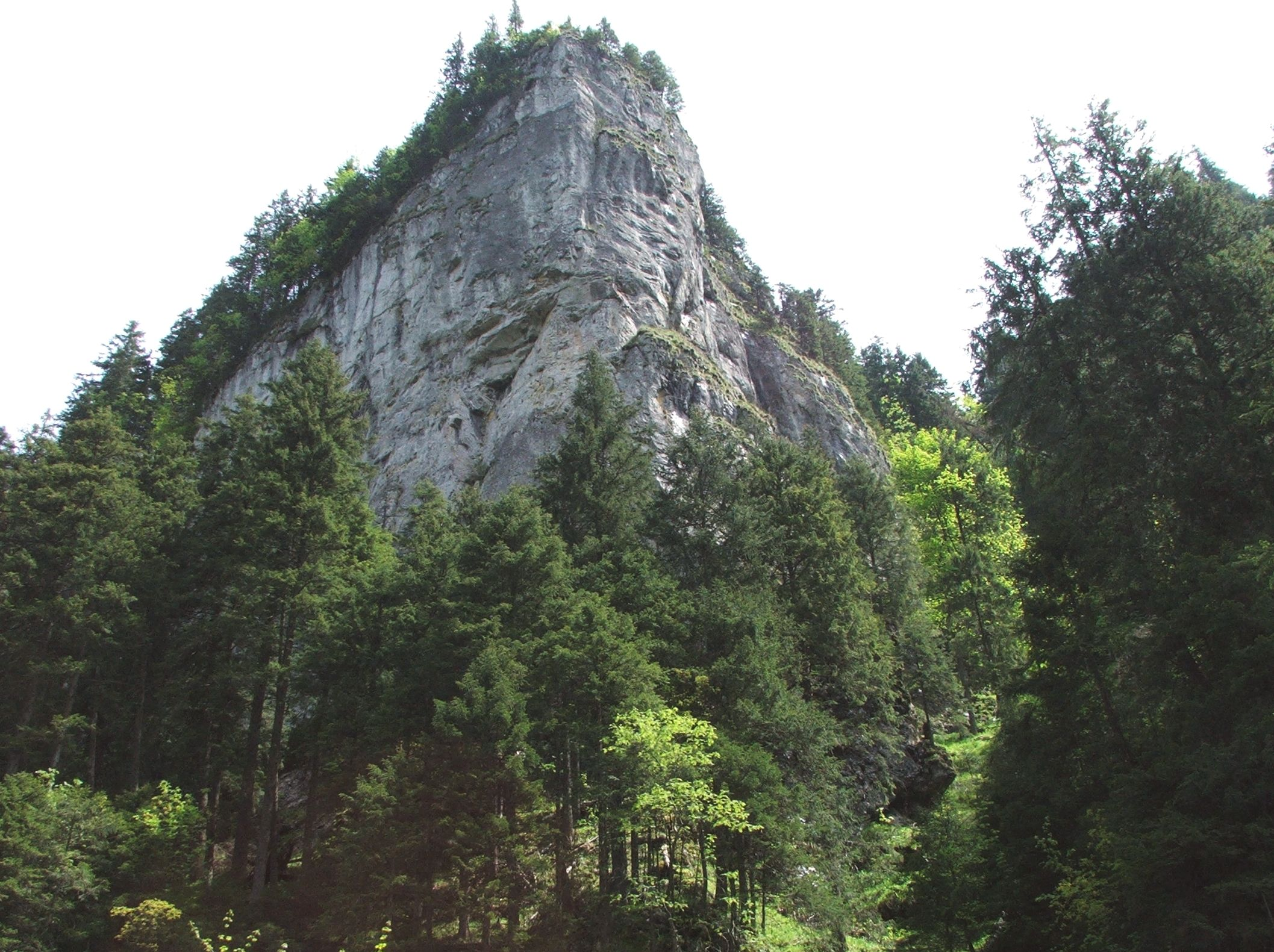
Turnia Okręt w Dolinie Kościeliskiej

## Opis jaskini
Jaskinię stanowi poziomy korytarz zaczynający się w dużym otworze wejściowym, który po 6 metrach zwęża się i po następnych kilku metrach kończy szczeliną nie do przejścia.

## Przyroda
W jaskini można spotkać niewielkie nacieki grzybkowe. Ściany są wilgotne, w początkowej części korytarza rosną na nich mchy i porosty.

## Historia odkryć
Jaskinię odkryli Stefan Zwoliński i Jerzy Zahorski w październiku 1933 roku.